# Heritage Adventurer
Die Heritage Adventurer ist ein Kreuzfahrtschiff der neuseeländischen Reederei Heritage Expeditions. Bis 2022 war das Schiff für One Ocean Expeditions als RCGS Resolute unterwegs, zuvor, bis 2018, war es als Hanseatic 25 Jahre lang von der Reederei Hapag-Lloyd Cruises hauptsächlich für Expeditionsreisen genutzt worden.

## Geschichte

### Bau und Indienststellung
Die Hanseatic wurde zunächst unter dem Namen Society Explorer für die Discoverer-Reederei in Bremen als Baunummer 306 auf der finnischen Werft Finnyards in Rauma am 3. September 1990 auf Kiel gelegt. Der Stapellauf fand am 5. Januar 1991 statt. Im Juni 1991 wurde das Schiff fertiggestellt, die Reederei konnte es wegen finanzieller Probleme jedoch nicht übernehmen. Der Neubau wurde im Juni 1991 an Society Adventurer Shipping Co. abgeliefert. Das Schiff wurde vom Germanischen Lloyd mit „+ 100 A5 E4 with freeboard 2.106 m, Passenger Ship with Cabins, IW ERS P5D11“ klassifiziert. Am 23. März 1993 wurde das Schiff, das nie unter seinem ursprünglichen Namen unterwegs war, in Hanseatic umbenannt und von der damaligen Tagesschau-Sprecherin und Moderatorin Dagmar Berghoff getauft. Eigner war Günter Powalla. Anschließend wurde die Hanseatic vom Veranstalter Hanseatic Tours in Bareboat-Charter übernommen. Bis September 2018 fuhr das Schiff unter der Flagge der Bahamas mit Heimathafen Nassau.

### Einsatz

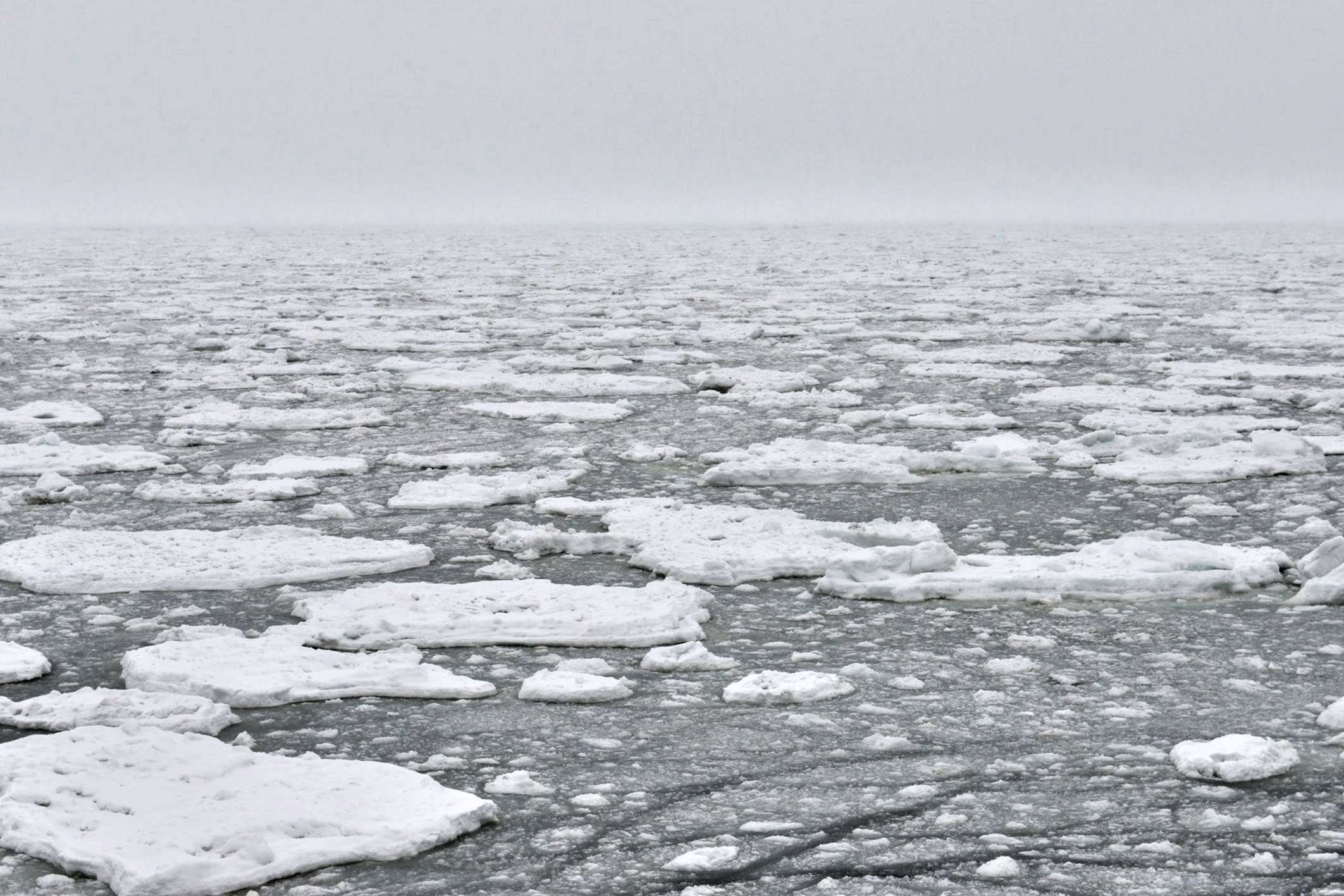
Aufnahme von Bord der Hanseatic: Polareisgrenze (Rekordposition 85° 40,7818’ N, 135° 38,8735’ O)

Am 27. März 1993 lief die Hanseatic zur Jungfernfahrt aus, die von Hamburg nach Sevilla führte. Als Hanseatic Tours im Jahr 1996 von Hapag-Lloyd übernommen wurde, blieben auf Wunsch des Eigners der Schiffsname und vorerst auch die Schornsteinbemalung erhalten, diese wurde jedoch später geändert.
Die Hanseatic wurde weltweit für Expeditionskreuzfahrten eingesetzt. Dank der geringen Größe können auch Flüsse wie der Amazonas befahren werden. Aufgrund seiner Klassifizierung ist das Schiff besonders für Fahrten in die Arktis (u. a. Nordwestpassage) und Antarktis geeignet. Am 27. August 2014 drang die Hanseatic unter Kapitän Thilo Natke auf der Nordostpassage bis auf eine Distanz von rund 480 Kilometern zum Nordpol vor; sie gelangte an eine Nordposition (85° 41’ N), die bis dahin nur von Eisbrechern erreicht wurde und stellte damit einen Weltrekord auf. Im September 2016 durchfuhr das Schiff die Nordostpassage zum zweiten Mal. Die Charter zwischen dem Eigner und Hapag-Lloyd Kreuzfahrten endete Ende September 2018, die letzte Kreuzfahrt erreichte am 30. September 2018 Hamburg.
Anfang Oktober 2018 wurde das Schiff in Hamburg an One Ocean Expeditions übergeben und in RCGS Resolute umbenannt. Das unter portugiesische Flagge gebrachte Schiff wurde anschließend bei Blohm + Voss umgebaut. Der Name des Schiffes bezieht sich auf HMS Resolute und den nach diesem Schiff benannten Ort Resolute Bay; „RCGS“ steht für die Royal Canadian Geographical Society. Ab dem 16. November 2018 wurde die RCGS Resolute von One Ocean Expeditions eingesetzt und von Columbia Cruise Services, einer Tochtergesellschaft von Columbia Shipmanagement, bereedert. Im Oktober 2019 wurde das Schiff aufgrund unbezahlter Rechnungen in Buenos Aires arrestiert und erst im März 2020 wieder freigegeben.
Infolge der Insolvenz des Betreibers sollte das Schiff Ende Juni 2020 auf Curaçao versteigert werden. Dies erfolgte angeblich am 22. Juni 2020 für 600.000 $.
Im Mai 2021 wurde bekannt, dass das Schiff ab Mai 2022 für den neuseeländischen Reiseveranstalter Heritage Expeditions unterwegs sein würde. Unter anderem wurde dafür die Kapazität des Schiffes von 184 auf 140 Passagiere reduziert.

### Zwischenfälle

#### Frühere Zwischenfälle
Am 29. August 1996 lief die Hanseatic in der Nordwestpassage auf ein dicht unter der Wasseroberfläche liegendes Geröllfeld. Das beschädigte Schiff lief den Hafen der kanadischen Stadt Halifax zur Reparatur an.
Am 13. Juli 1997 lief die Hanseatic in der Hinlopenstraße (Spitzbergen) auf Grund. Das Schiff wurde evakuiert und wieder freigeschleppt. Nach einer Untersuchung des Rumpfes konnte die Fahrt fortgesetzt werden.
Am 15. Dezember 2002 wurde die Hanseatic vor der Küste Neuseelands von einer Welle getroffen. Dabei wurden ein Fenster der Brücke eingedrückt und elektrische Systeme beschädigt.
Am 21. August 2005 lief die Hanseatic in der Nähe der Insel Lurøy vor der norwegischen Küste auf Grund. Dabei wurde ein Loch in den Rumpf gerissen. Die Passagiere wurden mit Tenderbooten nach Bodø gebracht. Das Schiff blieb jedoch stabil und konnte mit eigener Kraft den Hafen von Bodø erreichen.

#### Vorfall vor Venezuela

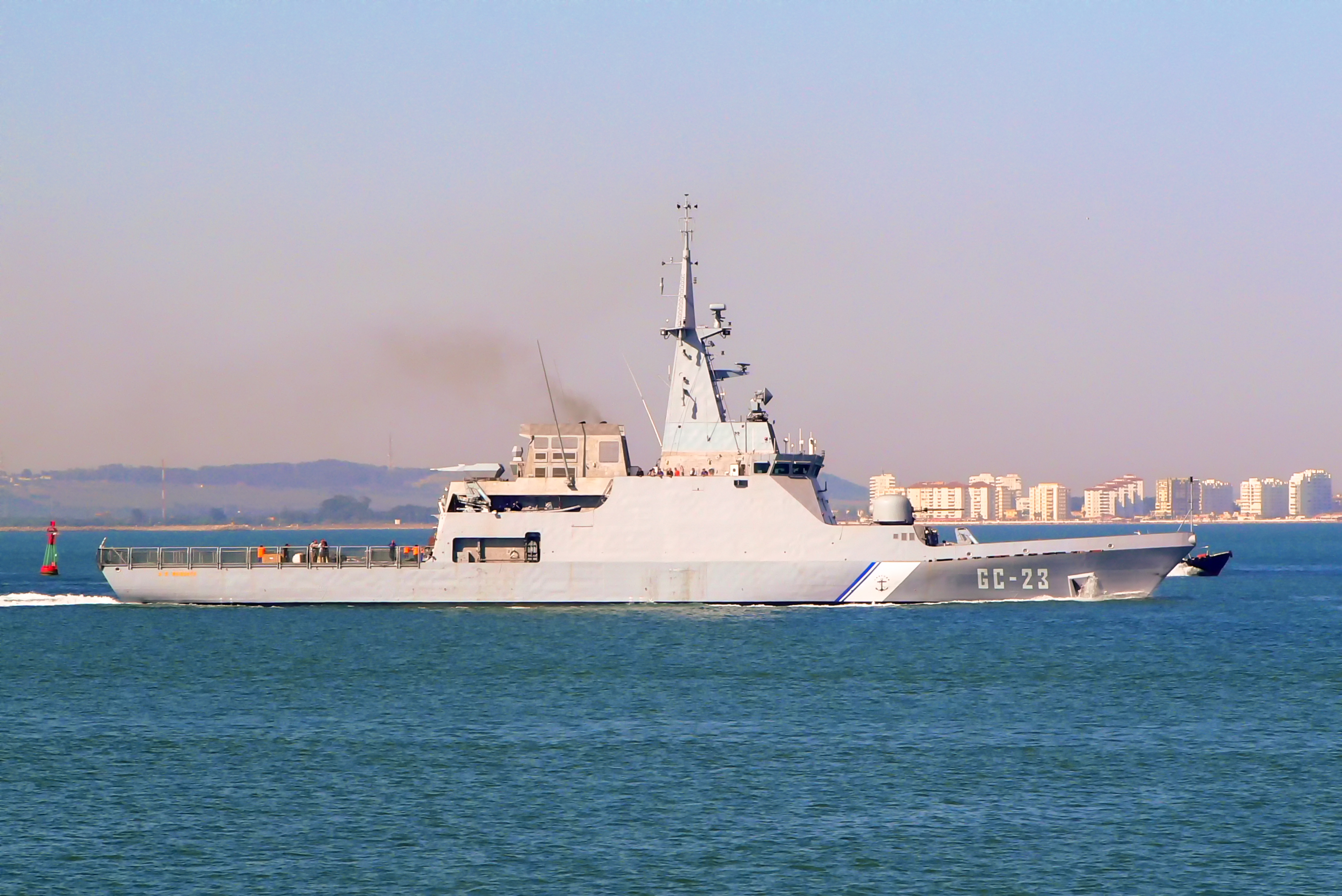
Das venezolanische Patrouillenboot Naiguatá GC-23, das am 30. März 2020 nach einer Kollision mit der RCGS Resolute sank

Die RCGS Resolute lag am 30. März 2020 für Wartungsarbeiten vor La Tortuga. Kurz nach Mitternacht näherte sich das Patrouillenboot Naiguatá (GC-23) der venezolanischen Marine und forderte sie auf, den Hafen auf der Isla Margarita anzulaufen. Über den weiteren Verlauf des Zwischenfalls gibt es konträre Aussagen von Seiten Venezuelas und der kanadischen Reederei bzw. des in Hamburg ansässigen Managements. Nach Angaben von venezolanischer Seite befand sich das Schiff in Gewässern Venezuelas.
Gemäß Pressemitteilungen des Managements war die RCGS Resolute jedoch etwa 13 Seemeilen vor Tortuga in internationalen Gewässern.
Das Patrouillenboot habe Schüsse abgefeuert und dann das Kreuzfahrtschiff an Steuerbord gerammt. Dagegen rammte aus Sicht Venezuelas die RCGS Resolute die Naiguatá GC-23. Ein veröffentlichtes Video zeigt nur eine kurze Phase des Geschehens.
Bei der Kollision erlitt die RCGS Resolute aufgrund der Verstärkung des Rumpfes gegen Meereis keine schwerwiegenden Schäden, doch das Patrouillenboot schlug leck und sank. Die Reederei der RCGS Resolute gab an, dass die Besatzung das MRCC Curaçao verständigte und eine Stunde zur Rettung eventueller Schiffbrüchiger in der Nähe des sinkenden Schiffes verblieb. Die 44 Besatzungsmitglieder der Naiguatá wurden von der venezolanischen Küstenwache abgeborgen. Danach setzte die RCGS Resolute Kurs auf Willemstad (Curaçao), wo sie arrestiert wurde. Laut der Marineführung Venezuelas unterließ die Besatzung der RCGS Resolute Rettungsmaßnahmen und entfernte sich rasch. Von Seiten Venezuelas wurden auf dem Kreuzfahrtschiff Söldner und Kriegsmaterial für einen Angriff auf Militär-Einrichtungen vermutet. Präsident Nicolás Maduro nannte den Vorfall einen „terroristischen Akt und Piraterie“. Die Reederei wies den Verdacht zurück. Laut Venezuelas Anwalt Berti Braam sollen Besatzungsmitglieder vor Gericht auf Curaçao ausgesagt haben, dass der Vorfall in Gewässern Venezuelas geschah. Das Eingeständnis sei auch in von der Marine Venezuelas veröffentlichten Funkverkehr-Aufnahmen zwischen beiden Schiffen zu hören. Voraus gingen diplomatische Auseinandersetzungen mit Portugal, das Juan Guaidó als Präsidenten Venezuelas anerkennt. Das Schiff fuhr zum Zeitpunkt des Vorfalls unter portugiesischer Flagge.
Danach war das Schiff im Hafen von Willemstad festgesetzt, wo ein internationales Seeamtsverfahren durch Auswertung elektronischer Seekarten und des Schiffsdatenschreibers der RCGS Resolute klären soll, wieso die Naiguatá GC-23 sank.

## Technische Daten und Ausstattung
Das Schiff wird von zwei MaK-Dieselmotoren des Typs 8M453 mit jeweils 2940 kW Leistung angetrieben. Die Motoren wirken über Untersetzungsgetriebe auf zwei Verstellpropeller. Für die Stromerzeugung stehen zwei von den Hauptmotoren angetriebene Wellengeneratoren sowie zwei von MaK-Dieselmotoren des Typs 6M332 angetriebene Generatoren zur Verfügung. Weiterhin wurde ein Notgenerator verbaut.
Der Rumpf des Schiffes ist eisverstärkt. Er erfüllt die Anforderungen der höchsten finnisch-schwedischen Eisklasse 1A Super und ist damit ein eisgängiges Schiff bis zur Eisstärke von einem Meter.
Das Schiff ist mit 92 Außenkabinen in sieben Kategorien ausgestattet, die sich überwiegend mittschiffs und im Bugbereich („Explorer-Deck“) befinden. Die vier Suiten liegen auf dem „Brücken“-Deck. Das Hauptrestaurant „Marco Polo“ befindet sich im Heck des gleichnamigen Decks. Die darüber liegende „Explorer-Lounge“ ist mit einer Tanzfläche und einer kleinen Bühne ausgestattet. Für Anlandungen und Ausflüge in seichten Gewässern stehen insgesamt 14 motorisierte Schlauchboote des Typs Zodiac Mark V HD zur Verfügung. Diese wurden ursprünglich angetrieben von Yanmar-Außenbordmotoren, ab 2015 aber auf Elektromotoren des Herstellers Torqeedo umgerüstet.

## Trivia
Während ihres Einsatzes als Hanseatic konnten Passagiere den Maschinenraum im Rahmen einer Führung besichtigen. Auch die Brücke war bis auf seltene Ausnahmen für die Fahrgäste zugänglich.